# رتشوو
رتشوو (به آلمانی: Retschow) یک شهر در آلمان است که در باد دوبران-لاند واقع شده‌است. رتشوو ۲٬۳۵۵ نفر جمعیت دارد.